# Greidys Gil
Greidys Gil (La Habana, 18 de noviembre de 1980) es una reina de belleza cubana, concursante de reality show y actriz. 
Gil se convirtió en concursante en el programa Nuestra Belleza Latina. Después de meses de competencia y eliminaciones, Gil ganó el gran premio de $200,000 y un contrato con Univisión y ganó el título de Nuestra Belleza Latina 2009. Obtuvo el reto de los "50 Más Bellos" y formó parte de los 50 Más Bellos de Personas en la revista Español.
En 2010, hizo su debut como actriz en la telenovela Eva Luna.

## Filmografía
- 2010-2011: Eva Luna como Claudia Jiménez
- 2012: Corazón valiente como Tamara
- 2013: Rosario como Silvia Villalobos
- 2013: Marido en alquiler como Karla